# 공선옥
공선옥(孔善玉, 1963년~ )은 대한민국의 소설가이다.

## 삶
1964년에 전라남도 곡성에서 태어났다, 전남대학교 국문과를 중퇴했다.
1991년 《창작과비평》 겨울호에 중편 〈씨앗불〉을 발표하며 작품 활동을 시작했다. 작가로서 소외된 사람들의 모습과 가난의 문제를 현실적으로 다뤄왔다. 벼랑 끝에 내몰린 여성을 포함한 사회적 약자들에게 깊은 애정을 가지고. 그들의 힘겨운 삶을 생동감 넘치는 활달한 문체로 핍진하게 그린다는 평을 받는다.
2009년 6월 16일‘민주주의 회복을 위한 여성선언’에 참여했다.

## 작품

### 소설집
- 《피어라 수선화》(창작과비평사, 1994) ISBN 978-89-364-3631-5
- 《오지리에 두고 온 서른살》(창작과비평사, 1995) ISBN 978-89-7002-061-7
- 《시절들》(문예마당, 1996)
- 《내 생의 알리바이》(창작과비평사, 1998) ISBN 978-89-364-3651-3
- 《수수밭으로 오세요》(여성신문사, 2001) ISBN 978-89-85554-64-0
- 《멋진 한 세상》(창작과비평사, 2002) ISBN 978-89-364-3667-4
- 《붉은 포대기》(삼신각, 2003) ISBN 978-89-7002-135-5
- 《유랑가족》(실천문학사, 2005) ISBN 978-89-392-0507-9
- 《달맞이꽃 울엄마》(바오로딸, 2006) ISBN 89-331-0790-8
- 《명랑한 밤길》(창비, 2007) ISBN 978-89-364-3702-2
- 《나는 죽지 않겠다》(창비, 2009) ISBN 978-89-364-5615-3
- 《내가 가장 예뻤을 때》(문학동네, 2009) ISBN 978-89-546-0811-4

### 산문집
- 《자운영 꽃밭에서 나는 울었네》(창작과비평사, 2000) ISBN 978-89-364-7058-6
- 《공선옥, 마흔에 길을 나서다》(월간말, 2003) ISBN 978-89-90748-11-9
- 《사는 게 거짓말 같을 때》(당대, 2005) ISBN 978-89-8163-122-2
- 《행복한 만찬》(달, 2008) ISBN 978-89-546-0573-1
- 《공선옥 마흔살 고백》(생활성서사, 2009) ISBN 978-89-8481-252-9

### 동화
- 《상수리 나무집 사람들》(랜덤하우스코리아, 2005) ISBN 978-89-5924-404-1
- 《울지마 산타!》(주니어랜덤, 2008) ISBN 978-89-255-1783-4

### 평전
- 《윤영규》(민주화운동기념사업회, 2008) ISBN 978-89-91057-41-8

## 수상 경력
- 1992년 - 제4회 여성신문 문학상
- 1995년 - 제13회 신동엽창작상
- 2004년 - 오늘의 젊은 예술가상
- 2005년 - 올해의 예술상
- 2008년 - 제1회 백신애문학상[6]
- 2009년 - 제12회 가톨릭문학상[7], 제17회 오영수문학상[8], 제24회 만해문학상[9]
- 2011년 - 제28회 요산문학상[10]
- 2020년 - 5.18문학상

## 같이 보기
- 한국 문학
- 한국의 소설가 목록